# Trilateration
Indenfor geometri er trilateration en type måling, der anvendes til at bestemme et punkts placering ved afstandsmåling og brug af geometrien fra kugler, cirkler og trekanter.
Trilateration finder praktisk anvendelse i forbindelse med landmåling og navigation, herunder globale positioneringssystemer, f.eks. GPS og GLONASS.. I modsætning til triangulering involverer det ikke måling af vinkler.